# Носівки
Носівки (до 2009 року — Носівка) — село в Україні, у Краснопільській сільській територіальній громаді Бердичівського району Житомирської області. Населення становить 591 осіб (2001).

## Історія
Село засноване в 1601 році.
Під час організованого радянською владою Голодомору 1932—1933 років померло щонайменше 262 жителі села.
25 вересня 2009 року Житомирська обласна рада уточнила назву села Носівка на Носівки.

## Населення

### Мова
Розподіл населення за рідною мовою за даними перепису 2001 року:
| Мова            | Кількість | Відсоток |
| --------------- | --------- | -------- |
| українська      | 748       | 99.61%   |
| російська       | 1         | 0.13%    |
| румунська       | 1         | 0.13%    |
| інші/не вказали | 1         | 0.13%    |
| Усього          | 751       | 100%     |

## Відомі люди
- Гундич Юрій Наумович (1906—1972) — український радянський письменник.
- Бадик Сергій Валентинович (1978—2022) — український військовослужбовець, солдат. Загинув у місті Рубіжне Луганської області. Кавалер ордена «За мужність» III ступеня[4].
- Колодяжний Олег Сергійович (2002—2022) — солдат збройних сил України, учасник російсько-української війни.